# Ant-Man (2015.)
Ant-Man je američki film iz 2015. godine redatelja Peytona Reeda.
Temeljen na dva istoimena lika iz Marvel Comicsa, Scott Lang i Hank Pym, film je producirao Marvel Studios, a distribuirao Walt Disney Studios Motion Pictures, ovo je dvanaesti film u Marvel Cinematic Universeu i posljednji od takozvane 2.Faze. Film su napisali Edgar Wright & Joe Cornish i Adam McKay & Paul Rudd iz priče Wrighta i Cornisha, a glume Paul Rudd, Evangeline Lilly, Corey Stoll, Bobby Cannavale, Michael Peña,  Tip "T.I." Harris, Wood Harris, Judy Greer, David Dastmalchian i Michael Douglas.

## Radnja
Godine 1989. znanstvenik Hank Pym podnio je ostavku na mjesto S.H.I.E.L.D.-a nakon što je otkrio da je agencija pokušala replicirati svoju formulu za skupljanje, "Pym Particles-a". Hank vjeruje da je njegova tehnologija opasna i zaklinje se da će je držati u tajnosti. U sadašnjosti, nekoliko mjeseci nakon događaja u Sokoviji, Pym je bio prisiljen ostaviti svoju tvrtku svojoj kćeri Hope van Dyne i njegovom bivšem štićeniku Darrenu Crossu. Potonji je blizu usavršavanja kontrakcijskog odijela vlastite kreacije, nazvanog Yellowjacket, koji namjerava koristiti u vojne svrhe.
U međuvremenu, Scott Lang, bivši inženjer elektrotehnike, pušten je iz zatvora i namjerava započeti novi život. Lang posjećuje svoju kćer Cassie, ali bivša supruga Maggie i njezin novi suprug Jim Paxton, policajac, grde ga jer nikada nije bio blizak s njihovom kćeri i izbacuju ga. U nemogućnosti da zadrži posao zbog svog kriminalnog dosjea, Lang pristaje pridružiti se bandi svog najboljeg prijatelja Luisa kako bi počinio pljačku u kući bogatog starca. Lang, zahvaljujući svojim vještim talentima, provaljuje u kuću i otvara sef, ali unutra pronalazi samo čudno odijelo, koje nosi kući. Nakon što ga je isprobao, Lang se slučajno smanjuje na veličinu insekta. Prestravljen ovim iskustvom, Lang vraća kostim u kuću, ali je uhićen. Pym, vlasnik kuće, posjećuje Langa i pomaže mu da pobjegne iz ćelije uz pomoć mrava.
U svom domu, Pym otkriva da već neko vrijeme promatra Scotta i manipulira njime u krađi i isprobavanju odijela, kako bi mogao postati novi "Ant-Man" i ukrasti Yellowjacket od Crossa. Hope, koja već dugo špijunira Crossa u ime svog oca unatoč teškom odnosu između njih, pomaže Langu da trenira i komunicira s mravima, jer se boji što bi Cross mogao učiniti s tehnologijom. Scott je poslan da ukrade uređaj u novom sjedištu Osvetnika, gdje se nakratko i uspješno sukobljava s Falconom. Hope pokazuje kajanje ocu zbog smrti njezine majke Janet, pa tako Pym otkriva da se Janet, poznata kao "Wasp", suzila do krajnjih granica kako bi deaktivirala sovjetski projektil i nestala u subatomskom kvantnom području. Pym upozorava Langa da bi mogao doživjeti sličnu sudbinu ako petlja s regulatorom svojeg odijela.
Cross usavršava Yellowjacket i organizira ceremoniju inauguracije u svom sjedištu. Lang, zajedno sa svojom bandom i rojom letećih mrava, infiltrira se u zgradu, sabotira servere tvrtke i postavlja eksploziv. Međutim, kada pokuša ukrasti Yellowjacket, Cross ga zarobi, koji namjerava prodati i Yellowjacketovo odijelo i Ant-Manovo odijelo HYDRA-i, na čelu s Mitchellom Carsonom. Lang se oslobađa i pobjeđuje agente HYDRA-e, ali Carson uspijeva pobjeći s bočicom čestica koje se smanjuju. Lang progoni Crossa, dok se eksploziv aktivira uzrokujući urušavanje zgrade. Cross oblači Yellowjacket odijelo i suočava se s Langom, ali Langa je Paxton uhitio nakon što je zatvorio Crossa u mrežu protiv komaraca. Međutim, Cross se oslobađa i uzima Cassie kao taoca. Lang petlja s regulatorom odijela i svodi se na subatomsku veličinu prodirući u Crossovo odijelo kako bi ga sabotirao, uzrokujući da eksplodira i ubija ga. Lang nestaje u kvantnom području, ali uspijeva preokrenuti učinke i vraća se u makroskopski svijet. U znak zahvalnosti, Paxton pokriva Langa da ga drži podalje od zatvora. Vidjevši da je Lang preživio i vratio se iz kvantnog carstva, Pym se pita je li mu žena živa. Kasnije, Luis je obavijestio Langa da ga Sam Wilson traži.
U sceni usred odjavne špice, Pym prikazuje novi kostim Hope, Wasp i nudi joj ga. U sceni nakon odjavne špice, Wilson i Steve Rogers imaju Winter Soldiera pod nadzorom. Njih dvoje ne mogu kontaktirati Tonyja Starka zbog "dogovora", ali Wilson tvrdi da poznaje nekoga tko bi im mogao pomoći.

## Glumci

### Glavni
- Paul Rudd kao Scott Lang / Ant-Man: bivši elektronički inženjer i lopov koji posjeduje tehnologiju koja mu omogućuje da smanji svoju veličinu.
- Evangeline Lilly kao Hope van Dyne: kći Hanka Pyma i Janet van Dyne, pomaže Crossu da preuzme očevu tvrtku, i postaje nova Wasp na kraju filma.
- Michael Douglas kao Henry "Hank" Pym: bivši agent S.H.I.E.L.D.-a, entomolog i fizičar koji je 1963. postao prvi Ant-Man nakon što je otkrio subatomske čestice koje omogućuju transformaciju. Povjerava Langu zadatak da postane novi Ant-Man.
- Corey Stoll kao Darren Cross / Yellowjacket: bivši štićenik i kolega Pyma koji preuzima svoju tvrtku i Ant-Man tehnologiju kako bi je koristio u vojne svrhe.
- Bobby Cannavale kao Jim Paxton: policajac koji se oženio Langovom bivšom ženom.
- Michael Peña kao Luis: Scottov bivši cimer u ćeliji, i član njegovog tima.
- Tip "T.I." Harris kao Dave: član Langovog tima.
- David Dastmalchian kao Kurt: član Langovog tima.
- Wood Harris kao kao Gale: policajac i kolega Jima Paxtona.
- Judy Greer kao Maggie: Langova bivša žena.

### Sporedni
- Hayley Atwellkao Peggy Carter.
- Anthony Mackie kao Sam Wilson / Falcon.
- John Slattery kao Howard Stark.
- Abby Ryder Fortson kao Cassie: Scottova i Maggiena kći.
- Gregg Turkington kao Dale: menadžer Baskin-Robbinsa.
- Martin Donovan kao Mitchell Carson: bivši S.H.I.E.L.D. agent koji radi za HYDRA-u i pokušava doći do Yellowjacket tehnologije.

### Cameo
- Stan Lee kao konobar.
- Chris Evans kao Steve Rogers / Kapetan Amerika.
- Sebastian Stan kao Bucky Barnes / Winter Soldier.
- Hayley Lovitt kao Janet van Dyne / Wasp.

## Produkcija

### Razvoj
Ideje o Ant-Manovom filmu kružile su od kasnih osamdesetih, kada je koautor lika Stan Lee predložio transponiranje lika na velikom ekranu u New World Entertainment. Međutim, u istim godinama Walt Disney Pictures razvijao je film sa sličnom premisom, Honey, I Shrunk the Kids, a Ant-Man je stavljen sa strane. Godine 2003., Edgar Wright i njegov kreativni partner Joe Cornish napisali su tretman za Artisan Entertainment, koji je u to vrijeme imao prava na lik. U travnju 2006. godine, Marvel Studios angažirao je Wrighta da režira i piše (zajedno s Cornishom) film u sklopu prve serije filmova proizvedenih neovisno o studiju. Na Comic-Conu u San Diegu 2006. godine Wright je objasnio da želi snimiti akcijski film s komičnim elementima te da će u njemu glumiti i Hank Pym i Scott Lang. Wright je rekao da želi napraviti "prolog u kojem vidimo Pyma kao Ant-Mana u akciji šezdesetih godina, a onda u sadašnjosti pratimo priču o Scottu Langu, kako se dočepao kostima i kako se našao u savezništvu s Henryjem Pymom.
U veljači 2007. godine Wright je izjavio da je projekt u zastoju i da prerađuje scenarij. U ožujku 2008. godine Wright je otkrio da je dovršio prvi nacrt scenarija i da radi na drugom nacrtu. U veljači 2010. godine Wright je otkrio da nema definitivan plan, jer lik nije među najpoznatijima i da želi raditi scenarij kako bi snimio sjajan žanrovski film. Na Comic-Conu 2010. Wright je rekao da Ant-Man nije bio u kontinuitetu s Osvetnicima jer "nije radio s pričom o podrijetlu koju sam napisao". U siječnju 2011. godine Wright je rekao da je nastavio pisati nakon završetka promocije Scott Pilgrim vs. the World. Cornish je u travnju otkrio da je Marvelu dostavio drugi nacrt scenarija. Na Comic-Conu te godine Wright je rekao da radi na trećem nacrtu.
U svibnju 2012. predsjednik Marvel Studija Kevin Feige bio je optimističan, navodeći da je projekt "bliži realizaciji nego ikad". U lipnju 2012. godine Wright je snimio kratki testni niz kako bi pokazao izgled i ton filma i uvjerio publiku u potencijal lika. Testne snimke kasnije su prikazane na Comic-Conu sljedećeg srpnja. U listopadu 2012. godine Marvel Studios i Disney postavili su datum da film bude objavljen 6. studenog 2015.
U siječnju 2013. godine Feige je otkrio da će Ant-Man biti dio treće faze Marvel Cinematic Universea. Sljedećeg svibnja Feige je rekao da su scenariju potrebne neke modifikacije kako bi se mogao prilagoditi Marvelovom svemiru budući da je Ant-Man bio u razvoju i prije Iron Man (2008.)Iron Mana. Feige je također rekao da će snimanje započeti 2014. a da će casting započeti krajem 2013. U srpnju 2013. godine Wright je otkrio da je završio s pisanjem filma i da je Marvel pristao odgoditi produkciju filma za nekoliko mjeseci kako bi mu omogućio da dovrši film The World's End. U kolovozu je Wright rekao da će film biti dio Marvel Cinematic Universea, ali da će to biti više film sam po sebi nego ostali Marvelovi filmovi. Također je otkrio da će produkcija započeti u listopadu 2013., a u rujnu te godine Disney je pomaknuo objavljivanje filma sa 6. studenog 2015. na 31. srpnja 2015.

### Snimanje
Glavna snimanja započela su 18. kolovoza 2014. u San Franciscu, a Russell Carpenter bio je novi snimatelj. Neke scene snimljene su u četvrti Tenderloin i u parku Buena Vista. Krajem rujna 2014. produkcija se preselila u Pinewood Atlanta Studios, a David Callaham dovršio je daljnju reviziju scenarija. Snimanje je također održano u Državnom arhivu u središtu Atlante. U listopadu 2014., Martin Donovan pridružio se glumačkoj postavi, a Feige je otkrio da Ant-Man više neće biti prvi film treće faze, već posljednji u drugoj fazi. Govoreći o odluci o promjeni položaja filma unutar MCU-a, Feige je objasnio: "To nije posljedica. Istina je da podjela na faze puno znači meni i nekim ljudima, ali... Kapetan Amerika: Građanski rat je početak treće faze. Jednostavno je tako. A Ant-Man je drugačija kulminacija druge faze jer je jako u MCU. Upoznajemo nove likove i saznajemo o Hanku Pymu i njegovoj ulozi u MCU-u tijekom godina. Ali u isto vrijeme zauzima argumente Vladavine Ultrona u smislu heroja koji dolaze iz različitih mjesta... i u tom smislu to puno povezuje. Osim toga, ponašanje Hanka Pyma prema Osvetnicima, prema S.H.I.E.L.D.-u ima puno više smisla nakon događaja iz Vladvine Ultrona i na neki način, prije događaja Građanskog rata". Feige se kasnije vratio na temu, objašnjavajući: "Stavili smo Ant-Mana na kraj druge faze umjesto na početak treće faze jer postavlja pozornicu za mnoge stvari koje ćete vidjeti u trećoj fazi, od kojih su, ovi halucinogeni krajolici koji mijenjaju stvarnost koju ćete vidjeti u Doktor Strangeu." Reed je 5. prosinca 2014. objavio da je završio sa snimanjem filma.
Snimatelj Russell Carpenter snimio je film s omjerom slike 1,85, s Arri Alexa XT i M kamerama, koristeći M za borbene sekvence i na helikopteru. Operater Peter Rosenfeld odobrio je Carpenterov i Reedov izbor snimanja u 1,85, objašnjavajući da "s 2,35 nema dovoljno visine u okviru da bi se cijenili vertikalni aspekti Ant-Mana koji se smanjuju dok ne padne u pukotinu u podu". Carpenter i Technicolor također su osmislili stol za pretraživanje kako bi potamnili raspon boja. Carpenter je rekao: "Za mnoge nedavne komedije koristio sam LUT u stilu 'Kodak', sa zasićenim i živopisnim bojama. Ali ovaj film je trebao nešto drugačije za ton kože i odijelo Ant-Mana, koji je iz 80-ih, i stoga ima pomalo oronuo izgled. Ono što mi se svidjelo kod ovog LUT-a je kako je to omogućilo kostimu da zadrži vatreno crvenu boju čineći ga malo obilježenijim vremenom."
Za film je napravljena opsežna uporaba makro fotografije. Produkcijski dizajner Stepherd Frankel rekao je da je "vizualno mnogo zanimljivije pokazati stvari s Ant-Manove točke gledišta umjesto da se lik prikazuje iz normalne perspektive. Ali htjeli smo realnu realizaciju, a ne kao Honey, I Shrunk the Kids svojim uvećanim setovima". Rebecca Baehler bila je direktorica makro fotografije pod Carpenterovim vodstvom. Carpenter je rekao: "Postoji prava umjetnost za rad u ovoj mjeri. Jedan centimetar od tla jednako 15 metara. S mravlje točke gledišta, ako se pomaknete četiri inča s ljudske točke gledišta, to je poput nogometnog igrališta. A kada pomaknete sobu, vibracije postaju veliki problem, što zahtijeva puno pažnje. Morali smo malo razmisliti izvan okvira uobičajenih vizualnih efekata prije nego što smo shvatili da nam je potreban snimatelj iz svijeta stolnog oglašavanja. Na temelju njezina prethodnog rada, bilo je jasno da Rebecca ima kvalitete koje smo tražili." Rosenfeld je dodao: "Kako bismo uključili izvedbu Paula Rudda kao Ant-Mana kada je u makro svijetu, koristili smo opremu za hvatanje lica s težištem. Redatelj je dao upute Paulu, koji je napravio nekoliko izraza lica koji će kasnije biti dodani na računalnu grafiku Ant-Man. Paul je sjedio u stolici okružen s 5 Alexinih kamera. Jedna kamera postavljena je okomito dok su druge bile vodoravne, s preklapajućim područjima slike, a sve je postavljeno za snimanje pri 48 sličica u sekundi. To je donijelo odluku do maksimuma i dalo nam 3D model Pavlove izvedbe."

### Postprodukcija
Nakon završetka snimanja, Marvel je objavio ažurirani sinopsis filma koji otkriva da je Jordi Mollà bio dio glumačke postave. Međutim, Mollàove scene izrezane su iz konačnog reza. Reed je objasnio da se Mollà pojavio u originalnoj uvodnoj sekvenci filma, u kojoj se Pym kao Ant-Man suočava s Castillom, panamskim generalom, kojeg glumi Mollà, u pokušaju da dohvati mikrofilm. 
U ožujku 2015. godine Hayley Atwell potvrdila je da je reprizirala svoju ulogu Peggy Carter u filmu. U travnju 2015. godine Reed je izjavio da će se snimati neke dodatne scene, i u lipnju je objavio da je produkcija na Ant-Manu službeno završila. U lipnju 2015. godine Feige je potvrdio da će se Janet van Dyne pojaviti u filmu, iako se ne bi spominjala priča o obiteljskom zlostavljanju između Pyma i van Dynea, objašnjavajući da "kimamo glavom liku kako bi ljudi koji znaju priču mogli reći "oh, možda je taj stav tipičan za Hanka",  ali ne na način koji bi ukazivao da je možda ikada pretukao svoju ženu. Izgubio je ženu u filmu, i to ga je nekako navelo da napusti S.H.I.E.L.D. i postane neka vrsta samotnjaka."
Specijalne efekte napravili su Industrial Light & Magic, Lola VFX, Double Negative, Luma Pictures i Method Studios. Za flashbackove 1989. godine Douglas i Donovan pomlađeni su CGI-jem. Dax Griffin korišten je kao Douglasov dvojnik zbog sličnosti s Douglasom kada je imao 40 godina. Za Donovana nije korišten kaskaderski dvojnik, jer ga je pomladilo samo desetljeće, a rad je bio usmjeren na oči, vrat i bradu.

## Glazba
Steven Price prvotno je trebao skladati soundtrack, ali je Wrightovim odlaskom Price također napustio film. U siječnju 2015. objavljeno je da će Christophe Beck skladati glazbu za film. Govoreći o soundtracku, Beck je rekao: "Za Ant-Mana sam želio skladati simfonijsku glazbu u tradiciji svojih omiljenih filmova o superjunacima, širokog opsega i velike i privlačne glavne teme. Ono što razlikuje ovaj soundtrack od onih drugih Marvelovih filmova je podmukao osjećaj zabave jer to nije samo film o superherojima, već i komedija o pljački." Soundtrack je objavljen 17. srpnja 2015. u digitalnoj verziji i 7. kolovoza na fizičkim medijima.

## Promocija
U siječnju 2015. godine Marvel je objavio pregled prvog trailera za film na "veličini mrava" i "ljudskoj veličini". Trailer je zatim emitiran 6. siječnja 2015. tijekom premijere Agentice Carter, i objavljen na internetu sljedećeg dana. 13. travnja 2015. objavljen je drugi trailer.
Marvel je također napravio viralnu kampanju za film u kojem Leslie Bibb glumi novinarku Christine Everhart, koja se prethodno pojavila u filmovima Iron Mana, u kojima se pojavljuju lažne vijesti. U programu Everhart raspravlja o događajima Osvetnici 2: Vladavina Ultrona, Langovom uhićenju i događajima koji su prethodili Kapetanu Americi: Građanski rat.

## Distribucija

### Kino
Premijera Ant-Mana održana je 29. lipnja 2015. u Dolby Theatreu u Hollywoodu, a film je kasnije otvorio godišnje izdanje Fantasia International Film Festival-a. Film je objavljen u Francuskoj 14. srpnja 2015. i 17. srpnja 2015. u Sjedinjenim Američkim Državama, u 3D i IMAX, dok je u Hrvatskoj objavjen dan ranije, 16. srpnja 2015.

### Home video
Film je objavljen na Blu-rayu i DVD-u 8. prosinca 2015. u Sjedinjenim Državama i kasnije je uključen u box set od 13 diskova "Marvel Cinematic Universe: Phase Two Collection" koji sadrži sve filmove druge faze.

## Nastavci

### Ant-Man i Wasp
Prvi nastavak, Ant-Man i Wasp, objavljen je 6. srpnja 2018., a Reed se vratio na dužnost redatelja. Produkcijski pisci Barrer i Ferrari napisali su scenarij s Ruddom, Chrisom McKennom i Erikom Sommersom. Rudd, Lilly, Cannavale, Peña, Harris, Greer, Dastmalchian, Fortson i Douglas repriziraju svoje uloge iz Ant-Mana, a pridružuju im se Michelle Pfeiffer kao Janet van Dyne, Laurence Fishburne kao Bill Foster, Hannah John-Kamen kao Ghost, Randall Park kao Jimmy Woo i Walton Goggins kao Sonny Burch.

### Ant-Man i Wasp: Quantumania
Drugi nastavak i treći Ant-Manov film pod nazivom Ant-Man i Wasp: Quantumania trebao bi biti objavljen 17. veljače 2023., s Reedom koji se vraća u režiju i Jeffom Lovenessom koji piše scenarij. Rudd, Lilly, Douglas i Pfeiffer repriziraju svoje uloge, dok Kathryn Newton preuzima ulogu Cassie Lang. Jonathan Majors pridružuje se kao Kang the Conqueror.

## Vanjske poveznice
- Službena stranica
- Ant-Man u internetskoj bazi filmova IMDb-a